# Đồng Nai F.C.
El Đồng Nai Football Club es un equipo de fútbol de la ciudad de Biên Hòa, Vietnam fundado en 1980. Actualmente juega en la V.League 2 tras descender de la V.League 1 en 2015, al quedar en decimocuarta posición en liga.